# Dominique Urbany
Dominique Urbany (Rumelange, 29 de març de 1903 - Ciutat de Luxemburg, 21 d'octubre de 1986) fou un polític luxemburguès, pare del també polític i periodista René Urbany.
Urbany era un els delegats al congrés socialista a Differdange, que va votar a favor de l'afiliació a la Internacional Comunista. Va ser fundador de la Unió de Joves Comunistes de Luxemburg. Es va convertir en secretari general del Partit Comunista de Luxemburg el 1936. Va ser elegit per a la Cambra de Diputats el 1945, en la facció comunista. Va romandre en la Cambra durant tres dècades. El 1965 es va convertir en president del Partit Comunista de Luxemburg fins al 1976.
Va ser ministre de Salut Pública en el Govern de la Unió Nacional sortit com a resultat de les eleccions legislatives de 1945.

## Condecoracions
- 1956 – Cavaller de l'Orde de la Corona de Roure (Luxemburg)
- 1973 – Orde de la Revolució d'Octubre (URSS)
- 1978 – Orde de l'Amistat (Txecoslovàquia)